# Верхня солдатська слобідка (Сімферополь)
Верхня солдатська слобідка (крим. Yuqarı asker maallesı) — історична місцина в Сімферополі, у Київському районі. Знаходиться за сучасним телецентром.

## Історія
До 1924 року вулиця 8-го березня мала назву Інвалідна. Є версія, що після Кримської війни у місті осіло чимало безногих-безруких, яким доводилося займатися жебрацтвом. І одного разу, щоб очі не муляли, їх зібрали, та й виселили «компактно» подалі — так вулиця отримала назву.